# David Walker (ruimtevaarder)
David Mathieson Walker (Columbus, 20 mei 1944 – Houston, 23 april 2001) was een Amerikaans ruimtevaarder. Walker zijn eerste ruimtevlucht was STS-51-A met de spaceshuttle Discovery en vond plaats op 8 november 1984. Tijdens de missie werden er twee communicatiesatellieten in een baan rond de aarde gebracht.
In totaal heeft Walker vier ruimtevluchten op zijn naam staan. In 1996 verliet hij NASA en ging hij als astronaut met pensioen. 